# Miasto piesprawia
Miasto piesprawia (ang. Dog City, 1992–1994) – animowany serial produkcji amerykańskiej. Zawiera 31 odcinków podzielonych na 3 sezony. W Polsce emitowany dawniej w telewizji TVN i na nieistniejącym kanale MiniMax.
Pierwsze 8 odcinków również zostało wydane przez Eurocom na kasetach video pod tytułem Miasto Psów.

## Wersja polska
Opracowanie wersji polskiej: EUROCOM

Reżyser: Miriam Aleksandrowicz

Dialogi:
- Joanna Klimkiewicz (odc. 1, 3–4),
- Dariusz Dunowski (odc. 2)

Dźwięk i montaż:
- Maciej Kręciejewski (odc. 1–2),
- Sławomir Czwórnóg (odc. 3–4)

Kierownik produkcji: Jerzy Wiśniewski

Wystąpili:
- Omar Sangare – Eliot
- Jacek Czyż – As Kier

oraz
- Joanna Wizmur – Rosie
- Krystyna Kozanecka – Kitty
- Iwona Rulewicz
- Barbara Bursztynowicz
- Jerzy Dominik – Bugsy Łotr
- Mieczysław Morański – Merdek
- Mariusz Leszczyński – Brutal
- Zbigniew Suszyński – Louis Śruba / Filip Robertson
- Janusz Rymkiewicz
- Lucyna Malec – Eddie
- Wojciech Machnicki – Rodwajler
- Jacek Bończyk – Artie
- Marcin Sosnowski

i inni
Lektor:
- Jacek Brzostyński (odc. 1–4),
- Zdzisław Szczotkowski (odc. 4)

## Spis odcinków
| N/o            | Polski tytuł       | Angielski tytuł             |
| -------------- | ------------------ | --------------------------- |
|                |                    |                             |
| SERIA PIERWSZA |                    |                             |
|                |                    |                             |
| 01             | Dokręcanie śruby   | Taming of the Screw         |
|                |                    |                             |
| 02             | Wielki pisk        | The Big Squeak              |
|                |                    |                             |
| 03             | Rzeźnik Biceps     | Meat, the Butcher           |
|                |                    |                             |
| 04             | Szkoła przestępców | Disobedience School         |
|                |                    |                             |
| 05             |                    | The Dog Pound               |
|                |                    |                             |
| 06             |                    | Radio Daze                  |
|                |                    |                             |
| 07             |                    | The Bloodhound              |
|                |                    |                             |
| 08             |                    | Adventures in Puppysitting  |
|                |                    |                             |
| 09             |                    | Ya Gotta Have Hart          |
|                |                    |                             |
| 10             |                    | In Your Dreams              |
|                |                    |                             |
| 11             |                    | Rocketship K-9              |
|                |                    |                             |
| 12             |                    | Cats 'n' Dogs               |
|                |                    |                             |
| 13             |                    | Is It Arf?                  |
|                |                    |                             |
| SERIA DRUGA    |                    |                             |
|                |                    |                             |
| 14             |                    | Boss Bruiser                |
|                |                    |                             |
| 15             |                    | Springer Fever              |
|                |                    |                             |
| 16             |                    | Much Ado About Mad Dog      |
|                |                    |                             |
| 17             |                    | Of Mutts & Mayors           |
|                |                    |                             |
| 18             |                    | Who Watches the Watchdog?   |
|                |                    |                             |
| 19             |                    | The Great Dane Curse        |
|                |                    |                             |
| 20             |                    | Out of the Mouths of Pups   |
|                |                    |                             |
| 21             |                    | Farewell, My Rosie          |
|                |                    |                             |
| 22             |                    | Old Dog, New Tricks         |
|                |                    |                             |
| 23             |                    | Sick as a Dog               |
|                |                    |                             |
| SERIA TRZECIA  |                    |                             |
|                |                    |                             |
| 24             |                    | The New Litter              |
|                |                    |                             |
| 25             |                    | Doggy See, Doggy Do         |
|                |                    |                             |
| 26             |                    | Comedy of Horrors           |
|                |                    |                             |
| 27             |                    | Howl the Conquering Hero    |
|                |                    |                             |
| 28             |                    | Reduce, Re-use, Retrieve    |
|                |                    |                             |
| 29             |                    | Future Schlock              |
|                |                    |                             |
| 30             |                    | No Pain, No Brain           |
|                |                    |                             |
| 31             |                    | Dog Days of Summer Vacation |
|                |                    |                             |